# کاردماهی شبح سیاه
کاردماهی شبح سیاه (نام علمی:Apteronotus albifrons)، ماهی‌ای در خانواده کاردماهیان شبح است. زیستگاه این ماهی در رودخانه آمازون در آمریکای جنوبی است. بدن این ماهی، غیر از دو خط سفید روی دم و نقطه سفید روی دماغ، کاملاً سیاه است و با باله‌های زیرینش به صورت موجی و سریع حرکت می‌کند. این ماهی‌ها بیشتر در شب و در تاریکی فعالیت می‌کنند. این ماهی یک برق ماهی با ولتاژ ضعیف است که با عضو الکتریکی خود لاروهای حشرات را در آب پیدا می‌کند. این ماهی یک ماهی زینتی محبوب است که تا ۵۰ سانتی‌متر رشد می‌کند و مشاهده شده‌است که از ماهی‌های کوچک‌تر از خود تغذیه می‌کند و در فروشگاه‌های اکثر کشورها فروخته می‌شود. بیماری‌های شایع این ماهی شامل انگل‌ها و ایک (سفیدک)است. آن‌ها را می‌توان قبل از رشد کامل در آکواریوم‌های ۹۵ تا ۱۱۰ لیتری نگه داشت که بعد از رشد در تانک‌های ۳۰۰ تا ۳۴۰ لیتری قابل نگهداری هستند.ِِ

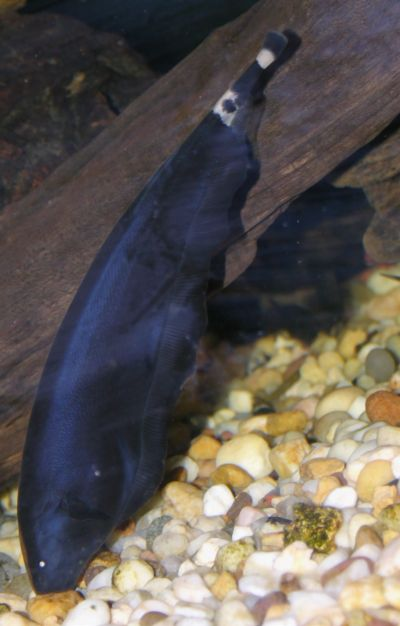
کاردماهی شبح سیاه